# Everybody (Backstreet’s Back)
Everybody (Backstreet’s Back) – singel grupy Backstreet Boys wydany 30 czerwca 1997. Piosenka należy do klasyków lat 90. XX wieku. Pochodzi z albumu Backstreet’s Back.

## Teledysk
Teledysk promujący singel miał halloweenową tematykę i przedstawiał członków zespołu jako potwory. Brian Littrell wystąpił w nim jako wilkołak, Howie Dorough jako Drakula, Nick Carter jako mumia, AJ McLean jako upiór z opery, a Kevin Richardson jako Doktor Jekyll/Pan Hyde.

## Wykaz utworów

### USA
CD1
1. Everybody (Backstreet’s Back) (Radio Edit) – 3:44
2. Everybody (Backstreet’s Back) (Matty’s Radio Mix)

CD2
1. (Backstreet’s Back) (Matty’s Radio Mix) – 3:57
2. Everybody (Backstreet’s Back) (Multiman Remix) – 4:09
3. Everybody (Backstreet’s Back) (Sharp London Vocal Mix) – 8:02
4. Everybody (Backstreet’s Back) (Radio Edit) – 3:48
5. Everybody (Backstreet’s Back) (wersja rozszerzona) – 4:46
6. Everybody (Backstreet’s Back) (Film wideo) – 6:03

Płyta winylowa
1. Everybody (Backstreet’s Back) (Extended Radio Mix) – 4:48
2. Everybody (Backstreet’s Back) (Matty’s Hip Hop Radio Remix)
3. Everybody (Backstreet’s Back) (Podkładający Dubę Kano)
4. Everybody (Backstreet’s Back) (Sharp London Vocal Remix)
5. Everybody (Backstreet’s Back) (Sharp Trade Dub)

### Wlk. Brytania
CD1
1. Everybody (Backstreet’s Back) (7 Version) – 3:44
2. Everybody (Backstreet’s Back) (Extended Version) – 4:45
3. Everybody (Backstreet’s Back) (Multiman Remix) – 4:09
4. Everybody (Backstreet’s Back) (Matty’s Remix) – 3:55
5. Everybody (Backstreet’s Back) (Max & Macario Club Mix) – 6:12

CD2
1. Everybody (Backstreet’s Back) (7 Version) – 3:44
2. Everybody (Backstreet’s Back) (Extended Version) – 4:45
3. Boys Will Be Boys – 4:05

### Japonia / Kanada
1. Everybody (Backstreet’s Back) (7 Version) – 3:44
2. Everybody (Backstreet’s Back) (Extended Version) – 4:42
3. Anywhere For You – 4:40
4. Boys Will Be Boys – 4:05